# Dunimarle Castle
Dunimarle Castle bezeichnet sowohl eine Burgruine als auch das spätere Herrenhaus. Sie befinden sich etwa einen Kilometer westlich des Dorfes Culross in der schottischen Council Area Fife. Der Name „Dunimarle“ bedeutet im Deutschen „Burg am Meer“. Das spätere Gut wurde zunächst als „Castlehill“ (dt.: Burghügel) bezeichnet. Die Burgruine ist als Denkmal der Kategorie B klassifiziert. Das Herrenhaus ist hingegen als Denkmal der höchsten Kategorie A eingestuft. Die zugehörige St Serf’s Church ist als Kategorie-B-Bauwerk klassifiziert.

## Geschichte

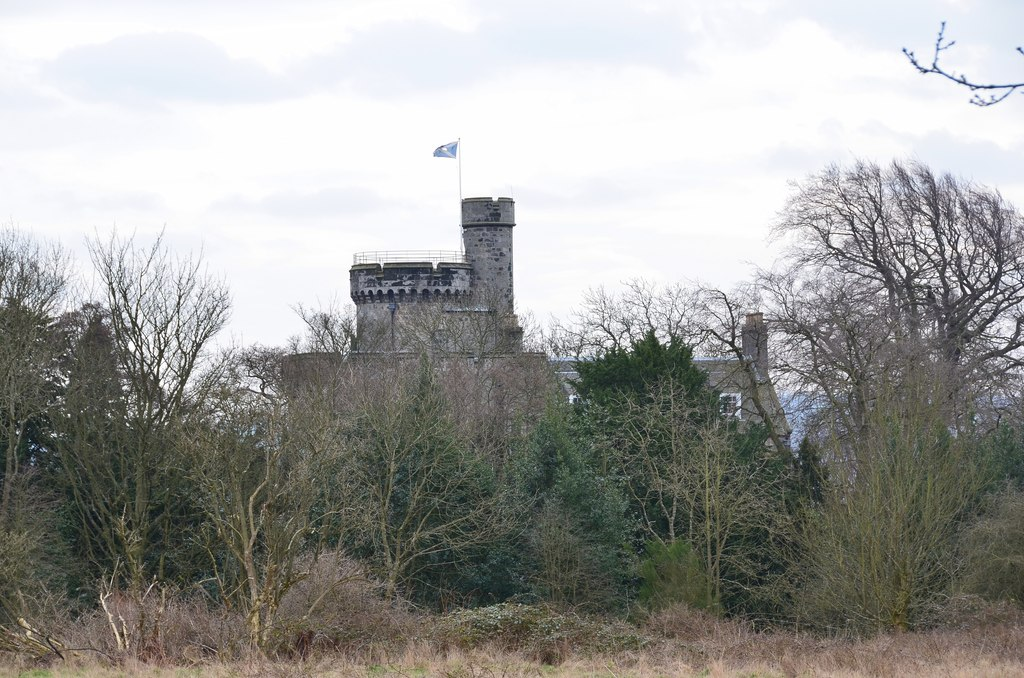
Dunimarle Castle

Die ursprüngliche Burg ist heute eine Ruine. Lediglich ein Teil der westlichen Burgmauer mit den Resten eines Turms an der Nordseite sind erhalten. Im frühen 18. Jahrhundert entstand am Standort ein Landhaus bescheidener Abmaße. 1830 fiel das Anwesen an Margaret Erskine. Sie setzte den alten Namen Dunimarle wieder ein und gab später den Bau des Herrenhauses in Auftrag. Es sind verschiedene Originalzeichnung des planenden Architekturbüros R & R Dickson aus den Jahren 1837 bis 1845 erhalten. Das Herrenhaus wurde in den frühen 1840er Jahren errichtet. Nach dem Ableben Margaret Erskines wurde im Herrenhaus ab 1873 Venezianische Gläser und später exotische Exponate ausgestellt. George Bruce, ein Bergbauunternehmer, betrieb bei Culross ein Kohlebergwerk, von dem einzelne Anlagen ab den 1570er Jahren auf dem Gut Dunimarle lagen. 2005 wurden die Außenanlagen in das Inventory of Gardens and Designed Landscapes in Scotland aufgenommen. 2009 stand das Herrenhaus zum Preis von 950.000 £ zum Verkauf. Die Restaurierungskosten wurden auf 1 Mio. £ geschätzt.

## Herrenhaus
Dunimarle Castle steht auf einer Anhöhe oberhalb der Nordküste des Firth of Forth rund einen Kilometer westlich von Culross. Von See bildet es eine Landmarke. In seinen asymmetrischen Aufbau sind Fragmente des älteren Landhauses integriert. Sein Mauerwerk besteht aus bearbeitetem Feldstein. Das zwei- bis dreigeschossige Dunimarle Castle ist im Burgenstil mit Blendzinnenwerk ausgestaltet. Markant ist der Rundturm. Nach Osten setzt sich eine Blendmauer fort, die in regelmäßigen Abständen mit Tourellen bestanden ist und mit einem größeren Rundturm abschließt. Dahinter war der Küchengarten gelegen, der, entlang der Mauer, mit einem Gewächshaus mit Lanzettfenstern ausgestattet war. Die Außengebäude sind nur teilweise erhalten und wurden insbesondere entlang der nordweisenden Hauptzufahrt zwischenzeitlich abgetragen. Ebenso wie das Zufahrtstor ist auch die ehemalige Orangerie gotisiert. Südlich der Blendmauer steht die von Robert Rowand Anderson gestaltete St Serf’s Church, die 1871 als Privatkapelle errichtet wurde.

## Filmdrehort
Das Anwesen diente als Drehort für den Film Der kleine Vampir aus dem Jahr 2000.